# Chañar (La Rioja)
Chañar es una localidad del Departamento General Belgrano, de la provincia de La Rioja, Argentina.
Actualmente, la principal vía de acceso es la Ruta nacional 38; dicha ruta conecta hacia el oeste con la pequeña ciudad de Chamical, distante a unos 40 km. Hacia el sur, la ruta provincial 28 (pavimentada) lleva a la localidad de Olta, cabecera del departamento localizada a 34,1 kilómetros de distancia.
Hasta finales de la década de 1990, la localidad contaba con el servicio ferroviario del Ramal A del Ferrocarril Belgrano.
Chañar cuenta con dos escuelas de nivel primario y secundario más el microhospital "Dr. Omar B. Pérez".

## Toponimia
Debe su nombre al chañar, pequeño árbol medicinal perteneciente a la familia de las fabáceas dotado de corteza amarillenta y fruto dulce, comestible y curativo (alivia los catarros respiratorios); dicho árbol se halla distribuido por las comarcas áridas de Argentina y Chile.

## Geografía

### Población
Cuenta con 903 habitantes (Indec, 2010), lo que representa un descenso del 6% frente a los 968 habitantes (Indec, 2001) del censo anterior.
| Gráfica de evolución demográfica de Chañar entre 1991 y 2010 |
|                                                              |
| Fuente: Censos nacionales del INDEC                          |

### Sismicidad
La sismicidad de la región de La Rioja es frecuente y de intensidad baja, y un silencio sísmico de terremotos medios a graves cada 30 años en áreas aleatorias.